# あつぎひがし座
あつぎひがし座は、厚木市内、および神奈川県内で活動中の相模人形芝居のアマチュア同人団体である。

## 概要
1975年に神奈川県立厚木東高等学校の人形浄瑠璃部の卒業生によって結成された。人形浄瑠璃部は、厚木市内にある相模人形芝居で国指定重要無形民俗文化財「林座」の人形浄瑠璃に親しむために発足し、過去には林座の座員からの指導も受けていた。
所属は30人ほどで週1回の練習を行なっており、毎年6月には自主公演を開催。神奈川県の人形芝居では、あつぎひがし座以外では、39回に及ぶ自主公演を開催している座はない。
　
公演の際には演目解説のためにワークショップを執り行ない、また、結成元の厚木東高校・人形浄瑠璃部の指導や、秦野市内の小学校において6年生を対象にこれまで10回に及ぶ「人形浄瑠璃講座」を開催している。